# Waldus Nestler
Waldus Nestler (* 31. März 1887 in Meißen; † 19. Mai 1954 in Döbeln) war ein Leipziger Friedens- und Reformpädagoge.

## Leben und Wirken
Der Sohn des Oberlehrers August Oskar Nestler wurde 1887 in Meißen geboren. Nach dem Besuch der Fürstenschule St. Afra, einem humanistischen Gymnasium in seiner Heimatstadt, studierte er zunächst in Erlangen, Kiel, Marburg und Zürich und von Oktober 1909 bis August 1911 in Leipzig Theologie. Im Sommersemester 1909 hielt er sich in Zürich auf, wo er Leonhard Ragaz (1868–1945) und Hermann Kutter (1863–1931), den bedeutendsten Wortführern des religiösen Sozialismus, begegnete. Er schloss Freundschaft mit seinem Zürcher Theologieprofessor Leonhard Ragaz. Später wurde er Sekretär des Christlichen Vereins junger Männer in Plauen im Vogtland und verlebte dort seine Vikariatszeit.
Im Ersten Weltkrieg war er Divisions-Gasschutzoffizier.
Im August 1915 gründete sich in Cambridge (England) als eine Gemeinschaft für Versöhnung der Internationalen Versöhnungsbund, dessen deutsche Abteilung Nestler zusammen mit Friedrich Siegmund-Schultze nach Kriegsende mitbegründete.
Mitte Oktober 1919 wurde er ständiger wissenschaftlicher Lehrer für Latein, Deutsch und Praktische Philosophie (im Rahmen des Religionsunterrichts) an der II. Höheren Mädchenschule (mit Lehrerinnenseminar) in Leipzig, die von dem international renommierten Reformpädagogen Hugo Gaudig geleitet wurde und 1927 nach diesem benannt wurde.
1925 wurde er Sekretär der deutschen Abteilung des Versöhnungsbundes, deren Vorsitzender in dieser Zeit sein Freund Alfred Dedo Müller war. 1924 bis 1926 war er Mitarbeiter in der Administration der von Ragaz in der Schweiz herausgegebenen Neuen Wege – Blätter für religiöse Arbeit in Zentraleuropa (Deutschland, Österreich, Tschechoslowakei, Ungarn, Finnland).
Es fanden diverse Vortragsreisen in Frankreich, Schweden, Dänemark, England und der Schweiz sowie in zahlreichen deutschen Städten für den Internationalen Versöhnungsbund statt. Darüber hinaus pflegte er enge Kontakte zu den Friedensverbänden. 1932 veröffentlichte er die friedenspädagogische Aufklärungsschrift Giftgas über Deutschland.

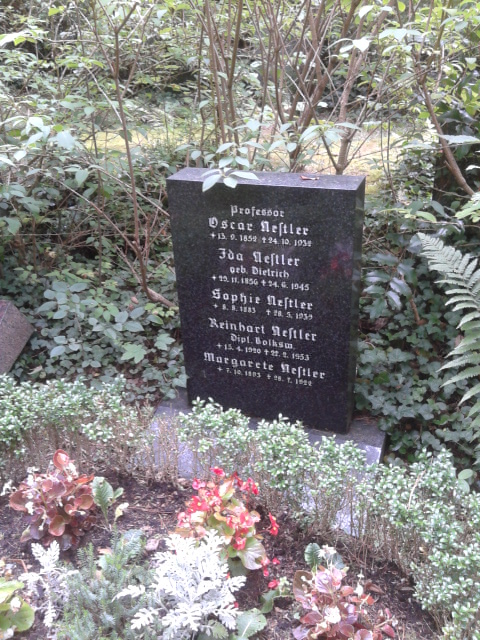
Familiengrabstätte Nestler

Auch nach der Machtergreifung der Nationalsozialisten war Nestler durch Veröffentlichungen und Vorträge friedenspädagogisch aktiv.
Im April 1933 wurde Nestler zunächst fristlos beurlaubt und im Oktober desselben Jahres an das Leipziger Friedrich-List-Realgymnasium zwangsversetzt. Er war kein Mitglied einer nationalsozialistischen Organisation oder der NSDAP.
Unter amerikanischer Oberhoheit wurde er im August 1945 rehabilitiert, zum Leiter der Gaudigschule berufen und zum Oberstudiendirektor ernannt. Der weitere Entwicklungsweg steht im engen Zusammenhang mit dem Schicksal der Leipziger Gaudigschule. Am Ende seines langen Berufslebens, das der zeitgemäßen Verwirklichung reformpädagogischer Bestrebungen im Allgemeinen sowie der Rezeption der Reformpädagogik Hugo Gaudigs im Besonderen und nicht zuletzt seiner leidenschaftlich gelebten Friedenspädagogik galt, sah sich Nestler als Verfechter einer „reaktionären Pädagogik“ diffamiert und ausgegrenzt. Die Gaudigschule wurde im August 1951 im Wege der Zwangsauflösung zerschlagen. Das Schicksal Nestlers steht somit exemplarisch für eine sich schnell durchsetzende Ausgrenzung einer für viele Ideen offenen Pädagogik in der Sowjetischen Besatzungszone und für eine sich im Rahmen der Diktaturdurchsetzung verschärfende Abwehr des Pazifismus.
Aus seinen beruflichen Schwierigkeiten suchte und fand er einen persönlichen Ausweg, indem er sich als Genealoge und Heimatforscher im Erzgebirge, vor allem in der Gegend um Scheibenberg, betätigte. Aus seinem umfangreichen Forschungsnachlass, der der Deutschen Zentralstelle für Genealogie übergeben worden war, wurden Jahrzehnte später einige Karteien weiter bearbeitet und daraus vier Hefte Regesten und zwei Ortsfamilienbücher veröffentlicht.
Er heiratete 1919 Louise Jaeschke (1897–1981) und hatte mit ihr die drei Kinder Reinhart (1920–1953, Ökonom), Helwig (1925–2001, Architekt) und Brigitte Haas (geb. Nestler, Jg. 1924, Ärztin).
Waldus Nestlers Urne wurde im Familiengrab auf dem Leipziger Südfriedhof bestattet. Im Zuge einer Flächenberäumung wurde die Grabstelle 2018 verlegt.

## Werke
- Die große Schuld, in: Neue Wege – Blätter für religiöse Arbeit, 22 (1928), Heft 7/8, S. 358–366
- Ist die Zivilbevölkerung zu schützen gegen Luftangriff?, in: Die Eiche – Vierteljahresschrift für soziale und internationale Arbeitsgemeinschaft 17 (1929) Heft 3, S. 284–297
- Giftgas über Deutschland, Berlin 1932; Gas- und Luftkrieg, in: Leipziger Lehrerzeitung40 (1933) Nr. 4, S. 105–108.